# 塩化テトラメチルアンモニウム
塩化テトラメチルアンモニウム（えんかテトラメチルアンモニウム、英: Tetramethylammonium chloride、TMAC）は、化学式[(CH3)4N]Clで表される第四級アンモニウム塩である。極めて吸湿性の高い無色の結晶で、水や極性有機溶媒に可溶である。

## 合成
塩化テトラメチルアンモニウムは、塩化アンモニウムを炭酸ジメチルでアルキル化することで合成できる。
[NH4+]Cl−  +  2 (CH3O)2CO   →   [N(CH3)4+]Cl−  +  2 H2O  +  2 CO2

## 用途
長鎖アルキル基を持つ第四級アンモニウム塩が極めて有用であることと比較すると、塩化テトラメチルアンモニウムにはそれほどの有用性はなく実験室での利用が主である。

### 有機化学
有機合成の際に、メチル化剤やまれに沈殿剤として用いられる 。

### 分子生物学
DNAが2本鎖を形成する際、AT塩基対はGC塩基対と比べて熱的に不安定であるため、DNA分子のGC含量によって物理化学的挙動に差が生じる。たとえばGCに富むDNAはATに富むDNAと比べて、2本鎖の解離により高い温度を必要とする。しかしテトラメチルアンモニウムイオンはDNAのAT塩基対に結合して安定化させる性質があり、およそ3 mol/Lの濃度では塩基による熱安定性の差を完全に解消させることができる
。
そこでアミノ酸配列から演繹した縮退プローブを用いてサザンブロッティングを行う際にTMACが用いられるようになった。縮退プローブはGC含量の異なる複数のプローブの混合物であるため、通常はGC含量が最も低いプローブに反応温度を合わせる必要があり、GC含量の高いプローブが偽陽性を与えてしまうという難点があった。しかし3 mol/LのTMACを含む反応系では、プローブのGC含量に依らず一定の温度で対合が起こるため偽陽性が減少する。
低濃度では、PCRの収量や特異性を向上させるために用いられる。60mMの濃度では、AT塩基対を安定化することで収量を5～10倍に向上させることが示されている。